# Askersunds manskör
Askersunds Manskör bildades 1907. Körens 40-tal medlemmar uppträder på olika platser i Närke. Kören har även uppträtt i flera länder i Europa samt i USA. Jubelkonserterna är extra populära. De uppträder som en traditionell manskör blandat med spex och rock. Kören har spelat in två rock-cd-skivor, senast En Till Herrock. 